# 천수국

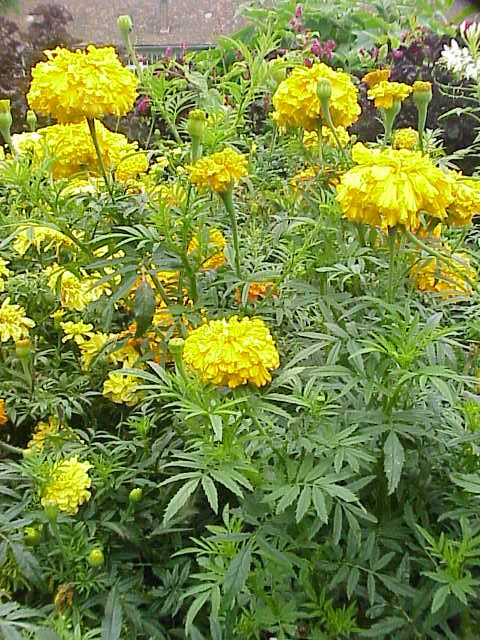

천수국(학명: Tagetes erecta, Aztec marigold, Mexican marigold, big marigold, cempazúchitl, cempasúchil)은 멕시코에 자생하는 천수국속의 속씨식물 종이다. 아메리카가 원산임에도 African marigold로도 불린다. 멕시코에서 이 식물은 멕시코주, 미초아칸주, 푸에블라주, 베라크루스주의 야생에서 발견된다.
이 식물은 20~90센티미터 사이의 높이까지 자란다. 아즈텍인들은 의료, 의식, 치장을 목적으로 경작하고 야생 식물로서 수확하였다. 화초용으로서, 또 꽂이꽃 교역을 위해 수많은 재배품종이 있어서 상업적으로 경작된다.
직물의 천연 염색제로도 사용된다.

## 설명
높이가 30~110센티미터에 도달하는 초본식물이자 한해살이 식물 또는 여러해살이 식물이다.

## 갤러리

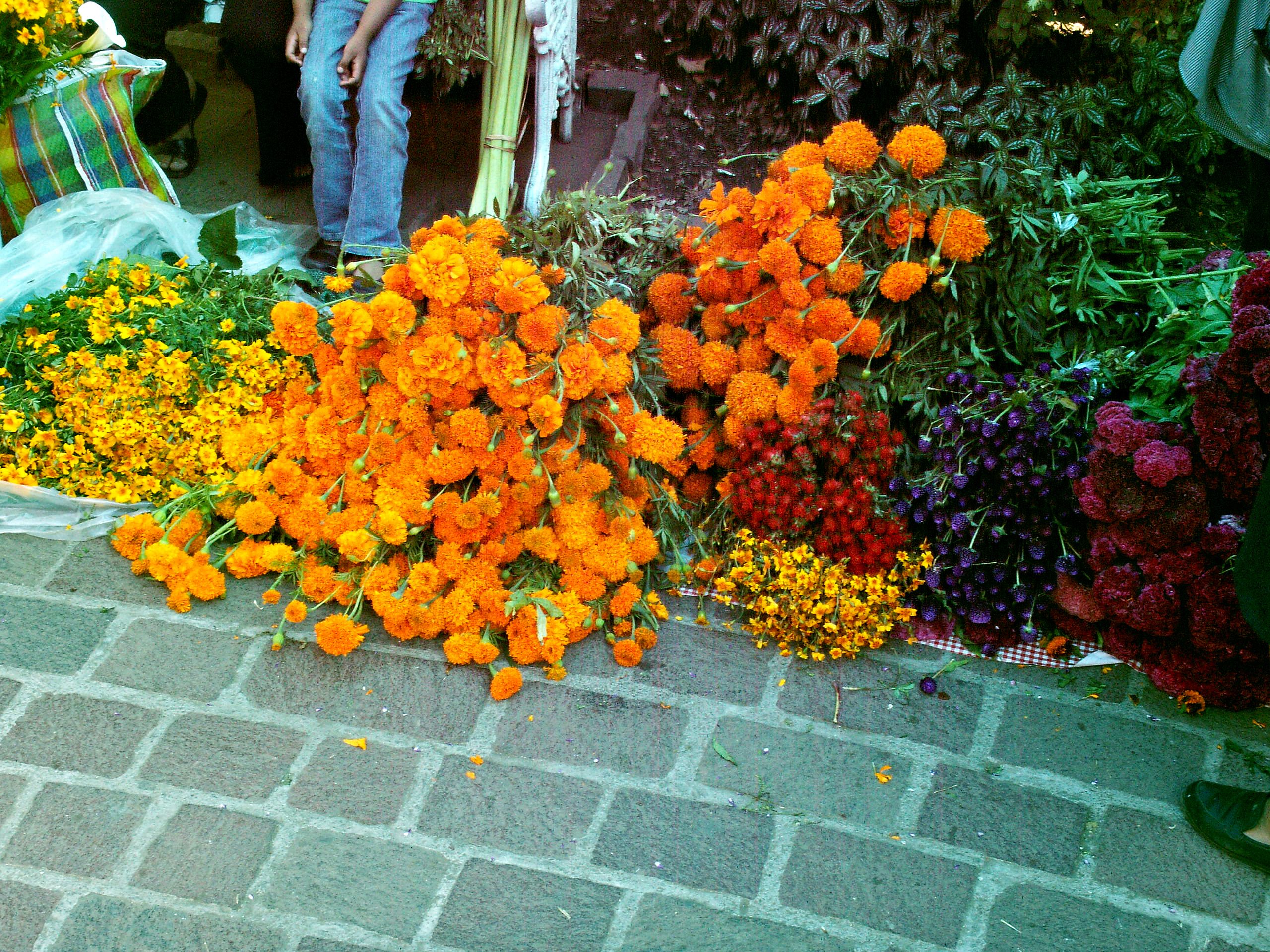
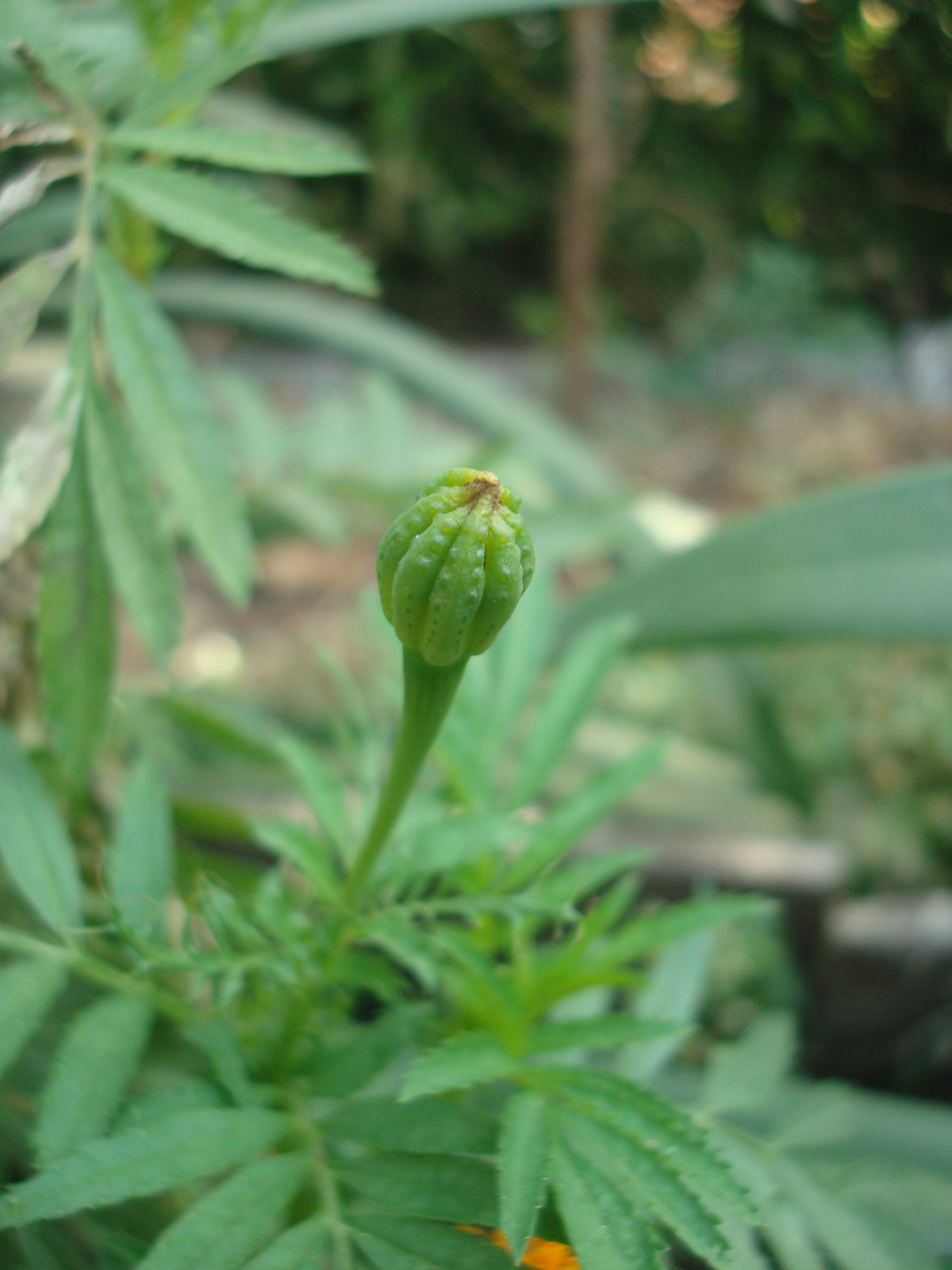
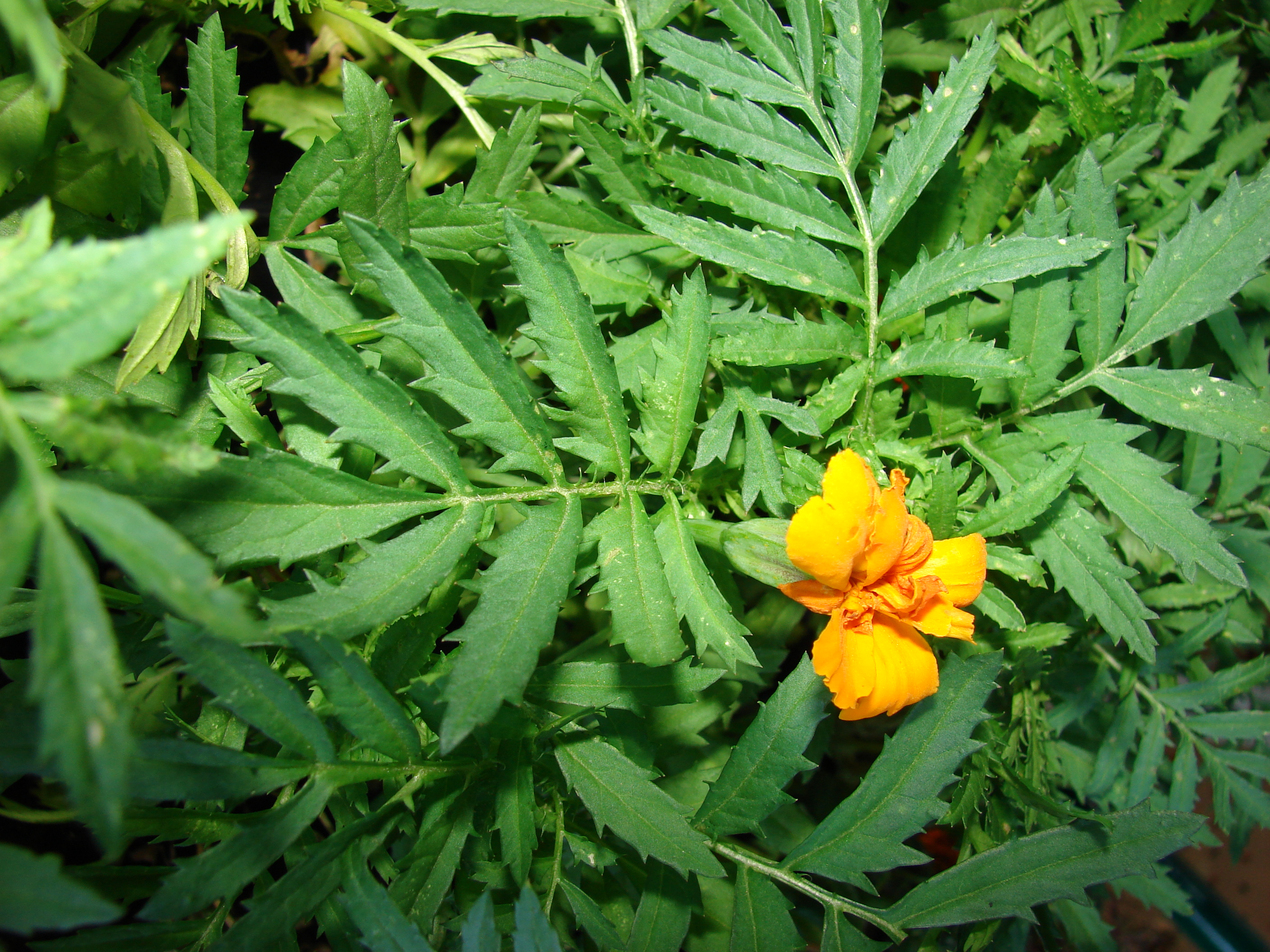
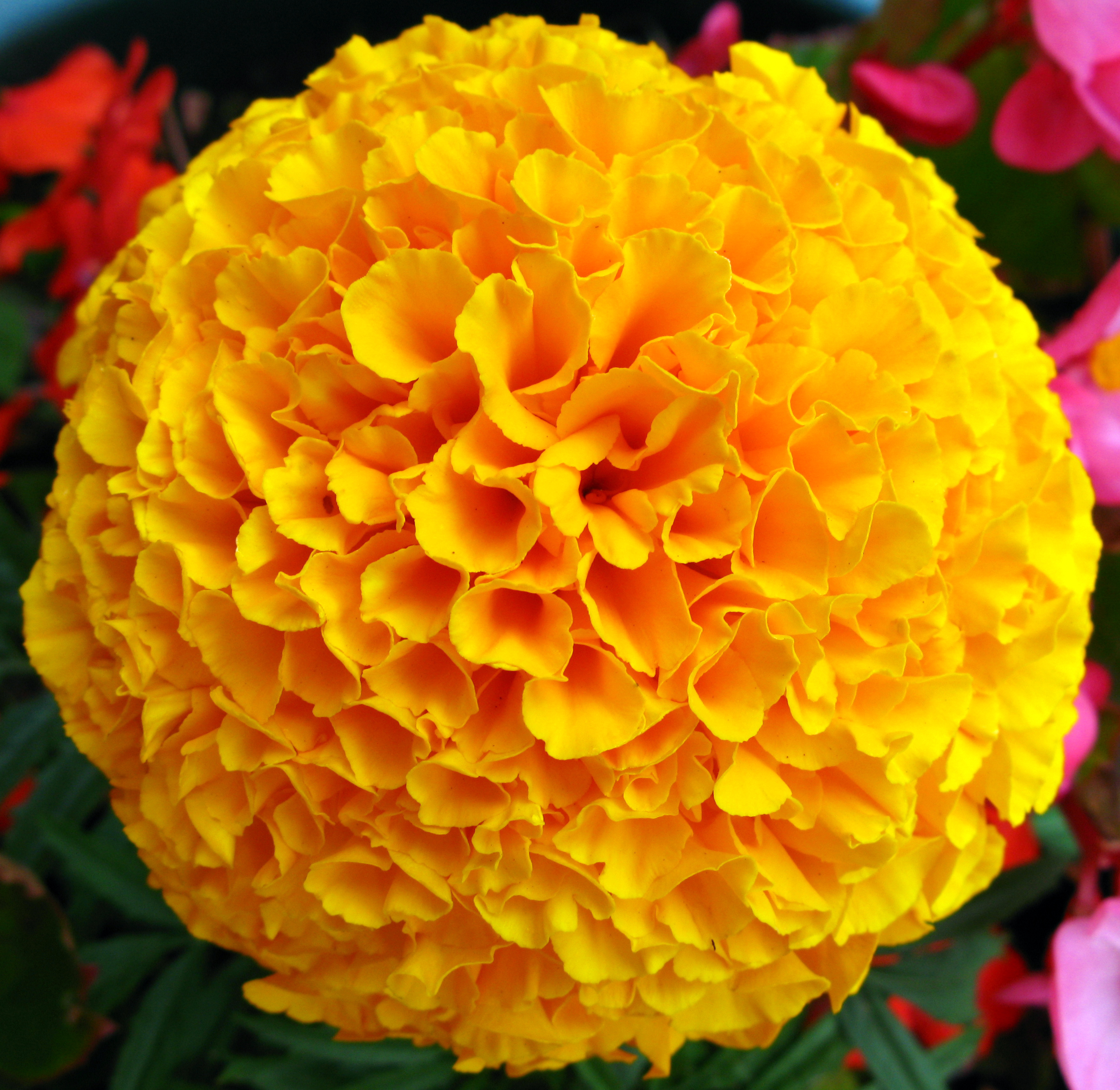
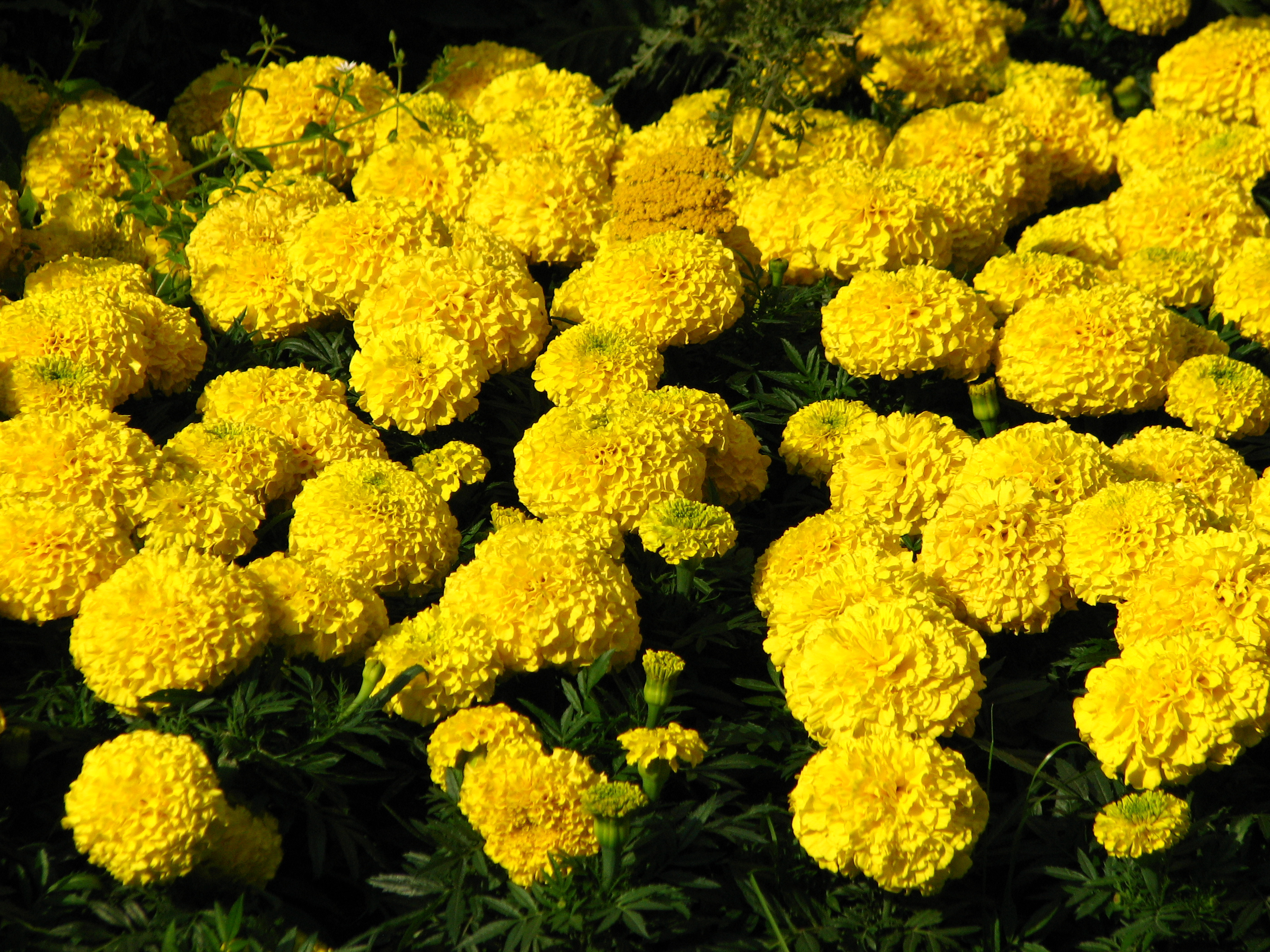
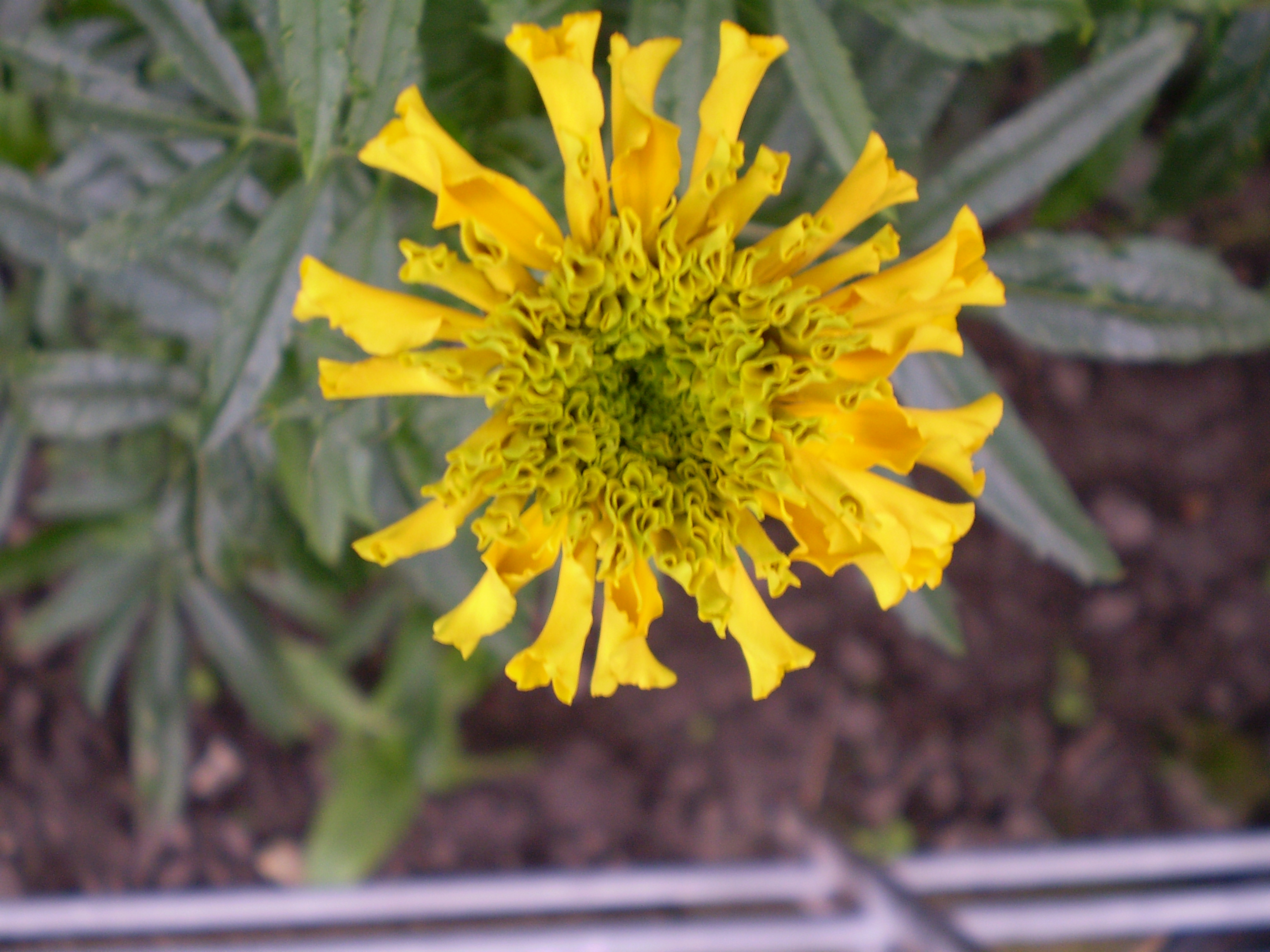
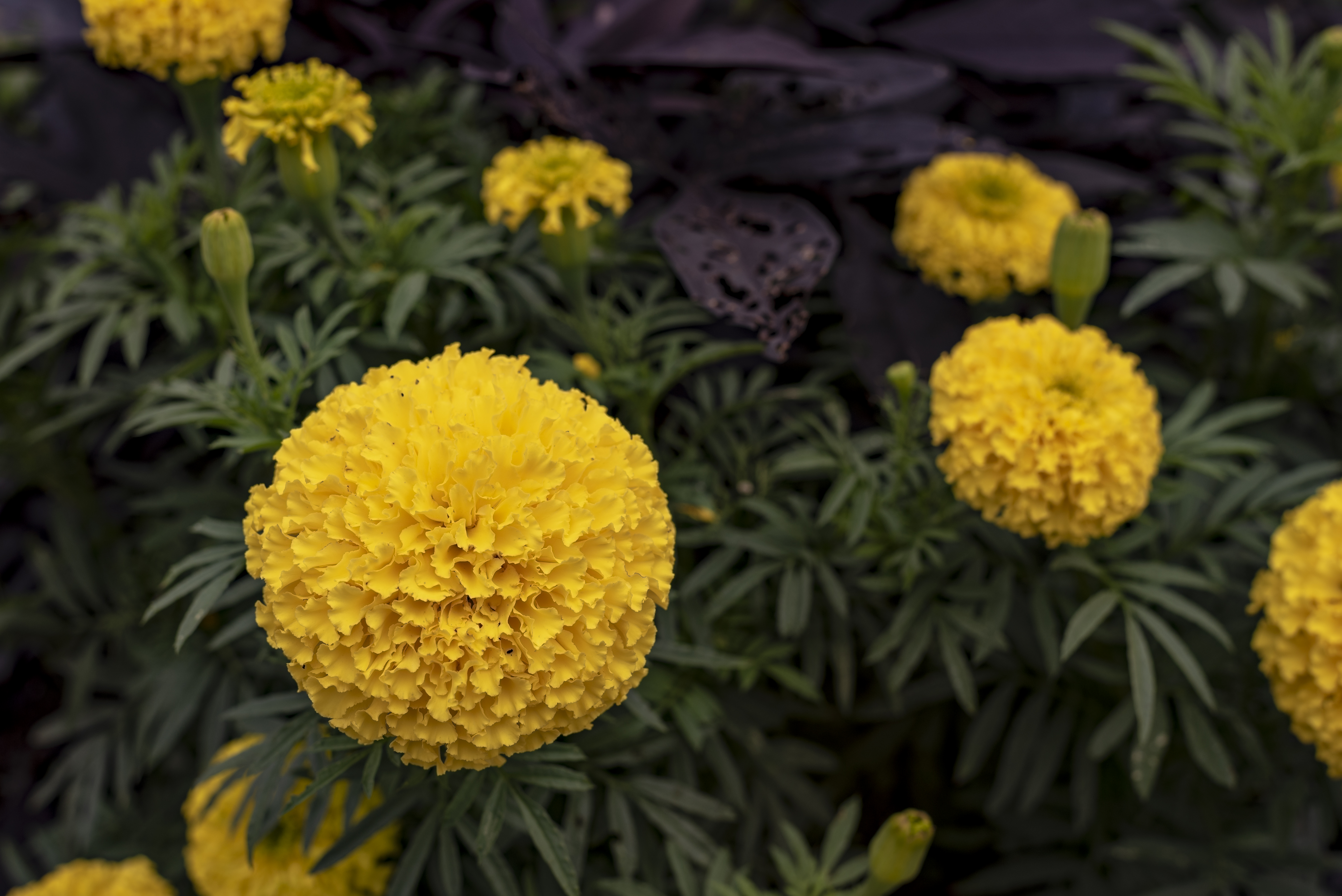